# Suore di carità delle Sante Bartolomea Capitanio e Vincenza Gerosa
Le suore di carità delle Sante Bartolomea Capitanio e Vincenza Gerosa, dette anche suore di Maria Bambina, sono un istituto religioso femminile di diritto pontificio: i membri di questa congregazione pospongono al loro nome la sigla S.C.C.G.

## Storia

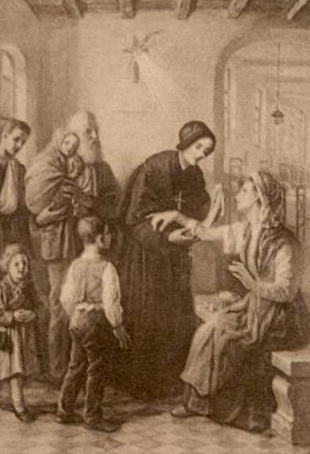
Vincenza Gerosa in un'immagine votiva di inizio Novecento.

La congregazione venne fondata da Bartolomea Capitanio (1807–1833) e dalla sua collaboratrice Vincenza Gerosa (1784–1847) che, sotto la direzione del sacerdote Angelo Bosio, il 21 novembre 1832 lasciarono le loro case e si ritirarono in un'umile abitazione (il "conventino") presso l'ospedale di Lovere dove iniziarono a dedicarsi all'assistenza agli ammalati e all'educazione delle fanciulle. La Capitanio morì pochi mesi dopo la fondazione.
La fraternità, sorta secondo lo spirito di san Vincenzo de' Paoli, adottò le costituzioni delle suore della carità, approvate da papa Pio VI il 25 luglio 1819. Il 5 giugno 1840, con il breve Multa inter pia, papa Gregorio XVI esonerò le suore di Lovere dalla dipendenza dalla congregazione della Thouret, autorizzando il sodalizio guidato dalla Gerosa a costituirsi in istituto autonomo: il 14 settembre 1841 Carlo Domenico Ferrari,  vescovo di Brescia, accolse la professione dei voti delle prime nove postulanti, dando formalmente inizio alla nuova congregazione.
Nel 1884 le religiose adottarono il nome di suore di Maria Bambina, per la statuina riproducente Maria in fasce conservata nella casa madre e in omaggio al mistero della natività della Vergine. Adottarono l'attuale nome dopo la solenne canonizzazione delle due fondatrici, celebrata da papa Pio XII il 18 maggio 1950.

## Attività e diffusione
Le suore di carità hanno come fine l'esercizio di tutte le opere di misericordia, particolarmente l'istruzione della gioventù, l'accudimento degli anziani e l'assistenza negli ospedali, anche in terra di missione.
Sono presenti in Europa (Italia, Romania, Spagna), nelle Americhe (Argentina, Brasile, Perù, California, Uruguay), in Africa (Egitto, Zambia, Zimbabwe, Etiopia) e in Asia (Bangladesh, Birmania, Giappone, India, Israele, Nepal, Thailandia); la casa generalizia è a Milano in via Santa Sofia, 13. 
Al 31 dicembre 2005, la congregazione contava 5.068 religiose in 447 case.